# Люлин, Сергей Владимирович
Серге́й Влади́мирович Лю́лин (род. 5 октября 1971 года, гор. Полярный Мурманской обл., СССР) — российский учёный-физик, доктор физико-математических наук, автор около 300 научных трудов, включая тезисы конференций и более 70 статей по физхимии полимеров. Член-корреспондент РАН (2019). Заместитель министра науки и высшего образования России (с апреля по октябрь 2020).
Директор Института высокомолекулярных соединений Российской академии наук (ИВС РАН) в Санкт-Петербурге (c 2016 по 2020), также заведует лабораторией теории и моделирования полимерных систем в ИВС РАН. По совместительству — профессор СПбГУ (с 2011 по 2020). Обладатель почётного учёного звания «Профессор РАН» (2016), заместитель председателя Координационного совета профессоров РАН (с 2018), заместитель Президента РАН (с декабря 2020 по октябрь 2022), член Совета по региональной политике РАН (2022), член Научного совета РАН по глобальным экологическим проблемам (2022), член Межведомственного координационного совета РАН «Транснациональное развитие Евразийского континента» (2022).

## Становление
С. В. Люлин родился в 1971 году в Мурманской области. В детском возрасте переехал с родителями в Ленинградскую область, где окончил среднюю школу с серебряной медалью. Дистанционно обучался также в заочных школах при МФТИ и при ЛГУ.
В 1988 г. поступил на физический факультет Санкт-Петербургского государственного университета (СПбГУ), который окончил в 1994 г. с красным магистерским дипломом. На службу в армию не призывался (в отличие от нескольких чуть более старших когорт советских студентов, его поколение имело отсрочку).
В 1994 г. поступил в очную аспирантуру ИВС РАН (научный руководитель — проф. Ю. Я. Готлиб, ученик М. В. Волькенштейна) по специальности «физика полимеров». В 1998 г. стал кандидатом физико-математических наук, защитив диссертацию «Локальные конформационные свойства и ориентация макромолекул в сильных внешних полях».
Во второй половине 1990-х попробовал себя в бизнесе («получил живой опыт управления предприятием»), но спустя краткий период вернулся в науку.

## Карьера
С 1997 года работает в лаборатории теории и моделирования полимерных систем ИВС РАН, последовательно занимая должности младшего научного сотрудника, научного сотрудника (с 1999), старшего (с 2006) и ведущего (с 2011) научного сотрудника. С 2013 года по настоящее время руководит данной лабораторией. В своё время сотрудником той же лаборатории был старший брат Сергея Люлина, позднее уехавший в Нидерланды.
В 2011 г. С. В. Люлин защитил диссертацию «Структура и динамика сверхразветвлённых полимеров и комплексов на их основе. Компьютерное моделирование» на соискание учёной степени доктора физико-математических наук. Работая над диссертацией, участвовал в выполнении международных проектов с Техническим университетом Хельсинки (Финляндия), Техническим университетом Эйндховена (Нидерланды) и Университетом Аристотеля в гор. Салоники (Греция).
В феврале 2015 г. С. В. Люлин был назначен заместителем директора по научной работе ИВС РАН. В июне 2015 г. стал врио директора, а в феврале 2016 г. избран на должность директора ИВС РАН.
В 2019 году возглавил научно-технический совет промышленного Композитного кластера Санкт-Петербурга.
В 2016 году С. В. Люлину присвоено почётное учёное звание «Профессор РАН». Активно функционировал в профессорском сообществе, вошёл в Координационный совет профессоров РАН, а с мая 2018 года стал заместителем председателя совета. В ноябре 2019 года избран членом-корреспондентом РАН по Отделению химии и наук о материалах.
30 марта 2020 года назначен на должность заместителя Министра науки и высшего образования России.
31 октября 2020 года освобождён от должности заместителя Министра науки и высшего образования России.

## Общественная позиция
В феврале 2022 года подписал открытое письмо российских учёных и научных журналистов с осуждением вторжения России на Украину и призывом вывести российские войска с украинской территории.

## Научная деятельность
С. В. Люлин — специалист в области компьютерного моделирования и теории полимерных систем, внёсший своими работами вклад в развитие теоретических основ поведения полимеров во внешних электрических полях, процессов комплексообразования сверхразветвённых полиэлектролитов и получения полимерных нанокомпозитов с контролируемыми свойствами.
К крупным научным результатам, полученным при участии С. В. Люлина, относятся:
- выполнение аналитического исследования структуры полимеров во внешних полях различной природы и симметрии, установление особенностей электрического двулучепреломления гибкоцепных полимеров;
- установление — c помощью компьютерного моделирования методами молекулярной и броуновской динамики — особенностей комплексообразования интерполиэлектролитных комплексов молекул нелинейной структуры, обнаружение эффекта инверсии заряда в таких системах;
- разработка c помощью многомасштабного компьютерного моделирования методов прогнозирования термических свойств термопластичных полиимидов и нанокомпозитов на их основе.

Для практических приложений под руководством С. В. Люлина в ИВС РАН был разработан и освоен укрупнённый синтез бактериальной целлюлозы, используемой для получения полимеров биомедицинского назначения, а также созданы полимерные композиционные материалы для производства композитного крепежа в судостроении.
Инициировал создание двух новых международных лабораторий в ИВС РАН, поддержанных мегагрантами правительства РФ (в рамках Постановления № 220) и выполнение международных проектов в рамках ФЦП «Исследования и разработки по приоритетным направлениям развития научно-технологического комплекса России» в области разработки новых полимерных материалов.
С. В. Люлин — автор около 300 публикаций, включая тезисы конференций и более 90 статей в научных изданиях, индексируемых в Web of Science, трёх глав в книгах, двух обзоров и трёх патентов. С. В. Люлин входит в число наиболее цитируемых исследователей ИВС РАН (на начало 2023 г., индекс Хирша по Web of Science составляет 24).

## Преподавание, оргработа
С. В. Люлин активно занимается подготовкой молодых кадров: возглавляет созданный в 2011 г. по его инициативе научно-образовательный центр ИВС РАН при участии МГУ и СПбГУ «Компьютерное моделирование наносистем в науке о материалах и биологии». С 2011 года в должности профессора преподаёт разработанный оригинальный курс лекций «Компьютерное моделирование полимерных нанокомпозитов» на кафедре молекулярной биофизики и физики полимеров физфака СПбГУ.
Внёс вклад в популяризацию деятельности ИВС РАН. Так, в рамках мероприятия «Ночь музеев» была организована экскурсия в Институт для всех желающих, что вызвало заметный общественный интерес. Для популяризации искусства и науки С. В. Люлин наладил сотрудничество с петербургским Эрмитажем.
С. В. Люлин являлся членом оргкомитетов крупных российских и международных конференций (научной конференции «Наука будущего», междисциплинарного научного форума с международным участием «Новые материалы и перспективные технологии», Всероссийской Каргинской конференции «Полимеры-2017» и мн. др.). Он организовал и является сопредседателем международной конференции по термопластичным полимерам.
Член редколлегии журнала «Доклады Российской академии наук. Химия, науки о материалах».
Член Учёного совета ИВС РАН, член диссертационного совета ИВС РАН, член правления санкт-петербургского отделения Российского химического общества, заместитель председателя Координационного совета профессоров РАН.

## Признание
Научная работа С. В. Люлина была отмечена рядом премий и наград:
- премия издательства МАИК-Наука за публикации в журнале «Высокомолекулярные соединения»;
- премия Президиума РАН для выдающихся молодых ученых (2002);
- благодарность президента РАН за содействие в развитии сообщества профессоров РАН и активное участие в реализации задач Российской академии наук (2017).

Неоднократно становился обладателем научных грантов: правительства Санкт-Петербурга, Фонда поддержки отечественной науки, фонда Сороса, РФФИ, РНФ, INTAS, голландского фонда NWO, Европейского научного фонда ESF, Греческого секретариата научных исследований, Финской Академии наук и др.